# Struga Lubicka
Struga Lubicka (zwana także Wilcza Struga) – ostatni prawoboczny dopływ Drwęcy. 

## Charakterystyka
Struga bierze początek koło cegielni w Grębocinie, oddzielając się od Strugi Toruńskiej, a uchodzi do Drwęcy w Lubiczu. Długość cieku wynosi 5,0 km, przy dużym spadku wynoszącym 6,9%.